# Gaius Iulius Maritimus
Gaius Iulius Maritimus (vollständige Namensform Gaius Iulius Gaii filius Claudia Maritimus) war ein im 2. Jahrhundert n. Chr. lebender Angehöriger der römischen Armee.
Durch eine Inschrift, die in Lambaesis gefunden wurde, ist die militärische Laufbahn von Maritimus bekannt. Er diente als Centurio in drei Legionen, die in der Provinz Britannia stationiert waren: in der Legio VI Victrix, die ihr Hauptlager in Eburacum hatte, in der Legio XX Valeria Victrix, die ihr Hauptlager in Deva Victrix hatte und zuletzt in der Legio II Augusta, die ihr Hauptlager in Isca Silurum hatte. Danach wurde er in die Legio III Augusta versetzt, die ihr Hauptlager in Lambaesis in der Provinz Africa hatte.
Maritimus war in der Tribus Claudia eingeschrieben und stammte aus der Colonia Claudia Ara Agrippinensium (Ara). Er starb im Alter von 45 Jahren, 5 Monaten und 13 Tagen (vixit annos XXXXV menses V dies XIII). Der Grabstein wurde durch seine Ehefrau Salviena Metiliana auf ihre Kosten errichtet (de suo fecit); mit der Ausführung (curam agente) wurde der Freigelassene Salvienus Trophimus betraut.
Durch eine Bauinschrift, die beim Hadrianswall gefunden wurde, ist ein Centurio Maritimus belegt.
Die Inschrift aus Lambaesis wird von James Robert Summerly in die Mitte des 2. Jahrhunderts datiert; laut Stephen James Malone legen einige Elemente der Inschrift eine Datierung ins späte 2. Jahrhundert oder ins 3. Jahrhundert nahe.